# Куты (Тернопольский район)
Куты (укр. Кути) — село в Саранчуковской сельской общине Тернопольского района Тернопольской области Украины.
До 2020 года входило в Бережанский район.
Код КОАТУУ — 6120483902. Население по переписи 2001 года составляло 172 человека.

## Географическое положение
Село Куты находится на расстоянии в 0,5 км от сёл Гутиско, Мечищев и Червоное.
Рядом проходит железная дорога, станция Награбие.

## История
- 1928 год — дата основания.